# Elis Ellis
Pour les articles homonymes, voir Ellis.
Karl Elis Ludvig Ellis, à l'origine Olson, né le 24 mars 1879 à Stockholm (Suède) et mort le 17 octobre 1956 à Danderyd (Suède), est un réalisateur, acteur, compositeur et scénariste suédois.

## Biographie
Elis Ellis mène des études privées à l'école pratique de Kristinehamn, suivies d'études de chant et de musique. Il est engagé au département lyrique de Selander (1897–1899), au Folkteatern de Stockholm (1900–1901), avec Albert Ranft au Södra Teatern (1901–1905) et (1906–1907) et au au Dramatiska teatern (1905–1906). Il joue aux Södra Teatern, Djurgårdsteatern (sv), Blancheteatern (sv), Göteborgs Nya Teater et Folkteater ainsi que dans d'autres parties du pays. En 1911-1912, il se produit également en tant qu'invité aux États-Unis et, en 1929-1930, il est directeur du Odéonteatern (sv).
Parmi ses rôles principaux figurent ceux de Sten Stensson Stéen (sv) et de Lord Fancourt Babberley dans la La Marraine de Charley, rôle qu'il a tenu environ huit cents fois.
En 1911-1912, il  aux États-Unis et, en 1929-1930, il est directeur de l'Odéonteatern (sv).
Il est également un compositeur assidu et a mis en musique des poèmes de Gustaf Fröding et de Daniel Fallström et a publié des recueils de poésie. En outre, il est aussi chanteur.
Elis Ellis est enterré au cimetière de Danderyd.

### Vie familiale
Elis Ellis se marie en 1923 avec l'actrice Inga Sundblad (sv) et est le père de l'artiste de revue Hans Ellis (sv) et de l'artiste Bengt Ellis (sv).

## Filmographie (sélection)

### Comme acteur
- 1916 : Svartsjukans följder (sv)
- 1917 : Löjtnant Galenpanna (sv)
- 1918 : Spöket på Junkershus (sv)
- 1919 : Löjtnant Galenpannas sista växel (sv)
- 1924 : Sten Stensson Stéen från Eslöv (sv)
- 1926 : Charley's Aunt (Charleys tant)
- 1932 : Sten Stensson Stéen från Eslöv på nya äventyr (sv)

### Comme réalisateur
- 1918 : Spöket på Junkershus (sv)
- 1919 : Löjtnant Galenpannas sista växel (sv)
- 1923 : Fröken Fob (sv)
- 1924 : Sten Stensson Stéen från Eslöv (sv)
- 1925 : Två konungar (sv)
- 1926 : Charley's Aunt (Charleys tant)
  - 1932 : Sten Stensson Stéen från Eslöv på nya äventyr (sv)

### Comme scénariste
- 1918 : Spöket på Junkershus (sv)
- 1919 : Löjtnant Galenpannas sista växel (sv)
- 1924 : Sten Stensson Stéen från Eslöv (sv)
- 1925 : Två konungar (sv)
- 1926 : Charley's Aunt (Charleys tant)

## Théâtre

### Comme acteur (sélection)
- La Marraine de Charley de Brandon Thomas : Lord Fancourt Babberley

### Comme metteur en scène
| Année | Production                          | Auteurs                    | Théâtre               |
| ----- | ----------------------------------- | -------------------------- | --------------------- |
| 1922  | La Marraine de Charley              | Brandon Thomas             | Blancheteatern (sv)   |
| 1923  | Sten Stensson Stéen från Eslöf (sv) | John Wigfors               | Blancheteatern (sv)   |
| 1927  | La Marraine de Charley              | Brandon Thomas             | Djurgårdsteatern (sv) |
| 1930  | Spanska flugan                      | Franz Arnold et Ernst Bach | Odéonteatern (sv)     |

## Récompenses et distinctions
- (en) Elis Ellis: Awards, sur l'Internet Movie Database